# Centro Internacional das Artes José de Guimarães

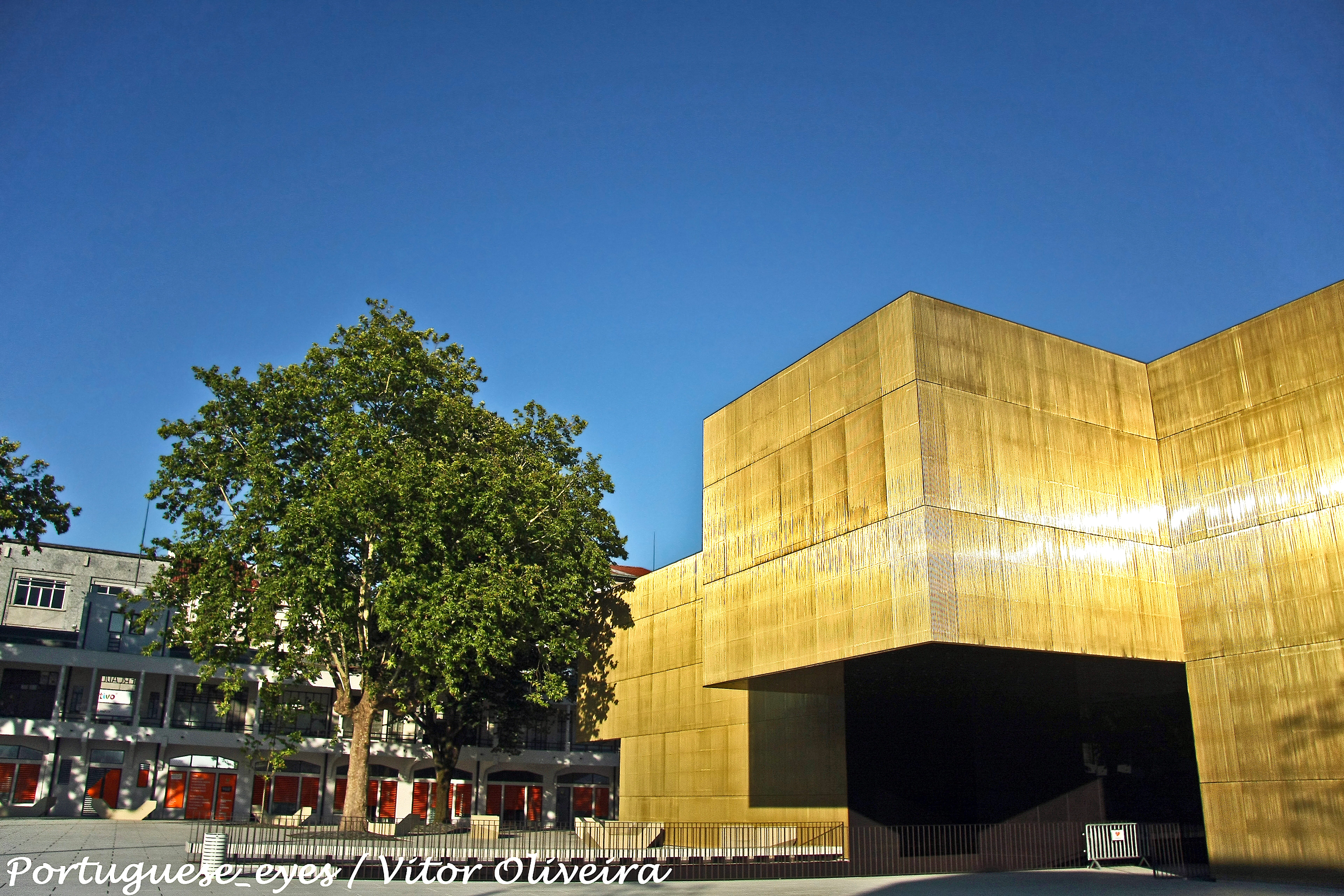

O Centro Internacional das Artes José de Guimarães é um museu que reúne peças oriundas de diferentes épocas, lugares e contextos em articulação com obras de artistas contemporâneos, propondo uma (re)montagem da história da arte, enquanto sucessão de ecos, e um novo desígnio para o museu, enquanto lugar para o espanto e a reflexão.
A Colecção permanente do CIAJG apresenta várias peças e objectos da Colecção do Artista José de Guimarães, que percorrem um largo espectro geográfico e temporal,  organizada em três núcleos, Arte Africana, Arte Pré-colombiana e Arte Antiga Chinesa. O CIAJG é um dos equipamentos culturais que surge no contexto de Guimarães 2012 Capital Europeia da Cultura, gerido e programado desde então pela "A Oficina".